# Аламбарі
Аламбарі (груз. ალამბარი) — село в Грузії.
За даними перепису населення 2014 року в селі проживає 1837 осіб.